# Филлипс, Саванна
Саванна Энн Кэтлин Филлипс (англ. Savannah Phillips; род. 29 декабря 2010, Глостер, Глостершир, Великобритания) — член британской королевской семьи, старшая дочь Питера Филлипса и Отэм Келли, внучка принцессы Анны и первая правнучка королевы Елизаветы II. По состоянию на январь 2025 года занимает 20-е место в линии наследования британского престола.

## Биография
Саванна Филлипс родилась 29 декабря 2010 года в Глостерском Королевском госпитале. Она стала старшим ребёнком в семье Питера Филлипса и Отэм Келли и первой правнучкой королевы Елизаветы II. Имя Саванны было впервые объявлено во время церковной службы в Сандрингеме. Её крестили 24 апреля 2011 года в Авенинге в Глостершире. Мать Саванны — уроженка Канады, а потому у девочки сразу два гражданства. В 2020 году, когда Филлипсы решили разводиться, Отэм планировала увезти детей (Саванну и её сестру Айлу) на свою родину, но позже родители решили, что будут воспитывать детей вместе в Глостершире. Они объявили, что как раз в интересах Саванны и Айлы и было принято решение о разводе.
Как и её отец, Саванна Филлипс не носит титул и не имеет права на титулование «Королевское Высочество», поскольку происходит от монарха по женской линии. При этом она имеет права на престол и сразу после рождения стала 12-й в линии наследования престола — после потомков всех трёх сыновей королевы. В 2011 году правила наследования изменились, мужчин и женщин уравняли в правах, но на положении Саванны это не отразилось, так как новый закон не имеет обратной силы. В итоге к январю 2025 года старшая правнучка королевы Елизаветы II опустилась в списке наследников престола на 20-ю позицию. С 2017 года Саванна посещает все официальные мероприятия, на которых собирается королевская семья; к ней как старшей правнучке Елизаветы и просто озорному ребёнку всегда приковано особое внимание прессы, к тому же она известна своей способностью игнорировать официальный протокол. Так, Саванна оказалась в центре внимания на параде Trooping the Colour в 2018 году из-за того, что во время церемонии зажала рот своему кузену Джорджу Кембриджскому, напевавшему «Боже, храни королеву», а также на рождественской службе в Сандрингеме в том же году и на свадьбе Евгении Йоркской и Джека Бруксбэнка, где была одной из цветочниц.